# Georgette Herbos
Georgette Herbos, née le 7 octobre 1883 à Bruxelles et décédée à une date inconnue, est une patineuse artistique belge ayant participé à deux éditions des Jeux olympiques,.
Aux côtés de Georges Wagemans, elle participe en tant que patineuse artistique en couple aux Jeux olympiques de 1920 et aux Jeux olympiques d'hiver de 1924,.
En individuel, elle est également championne de Belgique en 1921.

## Résultats
| Jeux olympiques                            | Compétition                   | Partenaire       | Résultats |
| ------------------------------------------ | ----------------------------- | ---------------- | --------- |
| Jeux olympiques de 1920 - Anvers           | Patinage artistique en couple | Georges Wagemans | 6e        |
| Jeux olympiques d'hiver de 1924 - Chamonix | Patinage artistique en couple | Georges Wagemans | 5e        |